# Willy Osterrieth
Willy Edgard Marie Guislain Osterrieth (Antwerpen, 1908. október 27. – Holland Kelet-India, 1931. március 8.) világbajnok belga párbajtőrvívó.